# Dieter Deventer
Dieter Deventer (* 2. August 1953 in München) ist ein deutscher Kameramann und Fotograf.

## Leben
Dieter Deventer wurde in München geboren. 1971 machte er dort sein Abitur am Albert-Einstein-Gymnasium München. Im Anschluss begann er ein Studium der Betriebswirtschaftslehre an der Ludwig-Maximilians-Universität München, das er 1978 als Diplom-Kaufmann abschloss.
Parallel realisierte Dieter Deventer erste eigene Filme als Drehbuchautor, Regisseur und Kameramann. Darunter die Ski-, Action- und Bergfilme Sir Arthur Knatterski (1980) und Die Pistenteufel (1983). Beide Filme wurden beim internationalen Skifilmfestival in New York mit dem ersten Platz ausgezeichnet.
Im Anschluss begann er ein Regiestudium an der Hochschule für Fernsehen und Film (HFF) in München (N-Kurs). Mit seinem Abschlussfilm Der Zauberlehrling (1988) gewann er den ersten Preis beim Festival des Fantastischen Films in München. Nach dem Studium begann er als Kameramann zu arbeiten und etablierte sich national und international als director of photography im Werbe- und Spielfilmbereich.
2001 gestaltete er als Kameramann den Kinofilm Vaya con Dios von Zoltan Spirandelli, der u. a. mit drei Bayerischen Filmpreisen ausgezeichnet wurde.
Seit 2004 arbeitet Dieter Deventer neben seinem Beruf als Kameramann auch an eigenen Fotoprojekten. Die Reihe Time’s Traces wurde u. a. 2009 in der Galerie T58 in München und 2010 in der Galerie Le 5 venice in Venedig ausgestellt. Die Fotografien wurden außerdem 2009 auf Einladung der argentinischen Abgeordnetenkammer im Kongress von Buenos Aires gezeigt.
2009 trat Deventer in Bjoern Richie Lobs Dokumentarfilm Keep Surfing auf.
Im Februar 2011 erschien der Bildband River Surfing – Flusswellen von München bis zum Amazonas von Dieter Deventer im Terra Magica Verlag.
Ende 2011 drehte er mit dem Regisseur Harry Patramanis in Südafrika den Kinofilm Fynbos, der auf dem Durban International Film Festival 2012 seine Weltpremiere feierte.
2013 lief Fynbos auf dem Slamdance Film Festival und Deventer gewann dort den Preis für die beste Kamera Kodak Vision Award for Best Cinematography. Auf der Berlinale 2013 lief Fynbos im Forum.
Dieter Deventer lebt in München, ist verheiratet und hat zwei Töchter.

## Filmografie

### Werbefilme als Kameramann (Auswahl)
- Feldschlösschen Premium – Expertenhände, Regie: Pierre Monnard
- Schweizer Fernsehen SF Kultur – Sternstunden, Regie: Matthias Zentner
- Milka – Say it with Milka, Regie: Magnus Rösman
- Gösser – Mutprobe, Regie: Niko Karo
- Rügenwalder – Natürlich ohne, Regie: Carl Prechezer
- Apollo Optik – Danke Aktion, Regie: Werner Kranwetvogel
- Ing Diba – Dirk bleibt am Ball, Regie: Joachim Hellinger
- Chevrolet – Magische Daumen, Regie: Mark von Seydlitz
- Spreewaldhof – Spreewaldwunder, Regie: Andreas Schäfer
- NBC Universal Das Vierte – Al Pacino, Regie: Conny Unger
- Deutsche Bahn – Unser Einsatz für die WM 2006, Regie: Paul Vos
- Südwestbank – Ballerina, Regie: Werner Kranwetvogel
- Tchibo Cafissimo – Hausbar, Regie: Stef Viaene
- Gutfried – Take care, Regie: Sönke Wortmann
- Weihenstephan Buttermilch – Bergsteiger, Regie: Niko Karo
- Paulaner – Servus, Regie: Andreas Hoffmann
- Becks – Sailing, Regie: Niko Karo
- Tchibo – Massai, Regie: Cadmo Quintero
- Jacobs Krönung – Tuareg, Regie: Niko Karo
- Bacardi – Wasserrad, Regie: Niko Karo
- Nike – It’s a mind game, Regie: Matthias Zentner
- C&A young collection – Indian Spirit, Regie: Niko Karo
- Batida de Coco – Windrad, Regie: Niko Karo

### Spielfilme (Auswahl)
- 1975: Schikuspokus (Drehbuch, Regie)
- 1980: Sir Arthur Knatterski (Drehbuch, Kamera, Regie)
- 1983: Die Pistenteufel (Drehbuch, Kamera, Regie)
- 1985: Fernweh (Drehbuch, Kamera, Regie)
- 1987: Burma in München (Drehbuch, Regie)
- 1988: Der Zauberlehrling (Drehbuch, Regie)
- 1989: Flug in die Nacht (Kamera), Regie: Harry Patramanis
- 1989: Frankie (Kamera). Regie: Harry Patramanis
- 1994: Silent Love (Kamera), Regie: Josh Broecker
- 1994: Anekdote über den letzten preußischen Krieg (Kamera), Regie: Zoltan Spirandelli
- 1997: Kalte Küsse (Kamera), Regie: Carl Schenkel
- 1997: Ufos über Waterloo (Kamera), Regie: Zoltan Spirandelli
- 2002: Vaya con Dios (Kamera), Regie: Zoltan Spirandelli
- 2004: Die Farben der Liebe (Kamera), Regie: Zoltan Spirandelli
- 2011: Marie Brand und die falsche Frau (Kamera), Regie: Josh Broecker
- 2011: Marie Brand und der Moment des Todes (Kamera), Regie: Josh Broecker
- 2013: Fynbos (Kamera), Regie: Harry Patramanis

## Publikationen
- Dieter Deventer: River Surfing – Flusswellen von München bis zum Amazonas. Terra Magica Verlag, München 2011. ISBN 978-3-7243-1034-1
- Dieter Deventer: Canarian Prospects. FridoFreundchen Publishers, München 2013. ISBN 978-3-00-041789-4
- Dieter Deventer: Atún y chocolate. FridoFreundchen Publishers, München 2013. ISBN 978-3-00-041790-0
- Dieter Deventer: Sotto l'autostrada. FridoFreundchen Publishers, München 2014. ISBN 978-3-00-046011-1 ("Nominiert 2015" Deutscher Fotobuchpreis)
- Dieter Deventer: Ali's Garage. FridoFreundchen Publishers, München 2014. ISBN 978-3-00-046643-4 ("Nominiert 2015" Deutscher Fotobuchpreis)